# Eparchia dell'Africa settentrionale

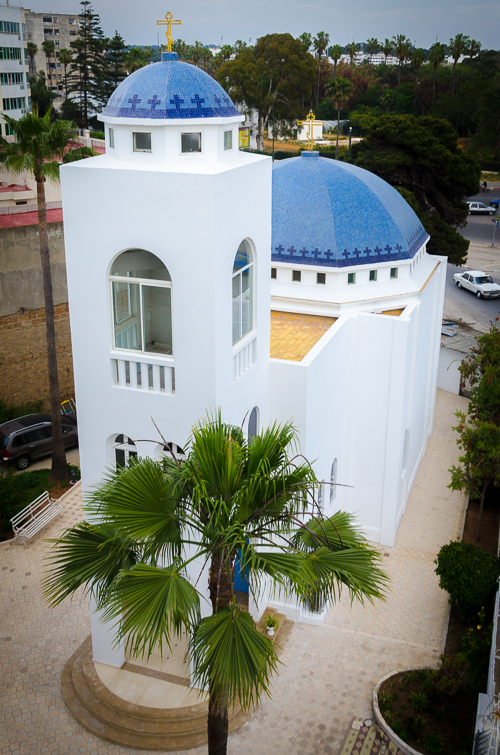
La chiesa della Risurrezione di Rabat in Marocco.

L'eparchia dell'Africa settentrionale (in russo Северо-Африканская епархия?) è un'eparchia della Chiesa ortodossa russa nell'esarcato patriarcale d'Africa.
È stata istituita dal Santo Sinodo il 29 dicembre 2021, con sede nella città del Cairo.
L'eparchia ha giurisdizione sui fedeli ortodossi dipendenti dal patriarcato di Mosca nelle seguenti nazioni: Egitto, Sudan, Sud Sudan, Etiopia, Eritrea, Gibuti, Somalia, Seychelles, Repubblica Centrafricana, Camerun, Ciad, Nigeria, Niger, Libia, Tunisia, Algeria, Marocco, Capo Verde, Mauritania, Senegal, Gambia, Mali, Burkina Faso, Guinea-Bissau, Guinea, Sierra Leone, Liberia, Costa d'Avorio, Ghana, Togo e Benin.
Dall'11 ottobre 2023 l'eparca è Konstantin Ostrovsky, «Metropolita di Zarajsk ed esarca Patriarcale d'Africa», che ha il titolo di «eparca del Cairo e Africa settentrionale».